# Nestor Pennacchio
Nestor Pennacchio (Buenos Aires, 25 agosto 1992) è un pallamanista argentino ala destra o terzino destro del Secar de la Real.

## Squadre
- Club Ferro Carril Oeste (2010-2015)[1]
- S.A.G. Lomas de Zamora (2016-2017)
- SSV Taufers Handball (2018-2019)[2][3]
- ASD Albatro Siracusa (2019-2020)[4][5][6]
- Handball Club Fondi (2020-2021)

## Palmarès
- Nacional B[7]
2012
- Coppa Schongau
2018-19
- Coppa Keyjey[8][9]
2019-20
- Campionato di Serie A2[10][11]
2019-20
- Coppa Sicilia[12]
2019-20